# Gründau
Gründau är en kommun i Main-Kinzig-Kreis i Regierungsbezirk Darmstadt i förbundslandet Hessen i Tyskland. Kommunen bildades 31 december 1971 genom en sammanslagning av de tidigare kommunerna  Breitenborn, Gettenbach, Lieblos och Niedergründau. Kommunerna Hain-Gründau, Mittel-Gründau och Rothenbergen uppgick i Gründau 1 augusti 1972.